# Štrkovec
Štrkovec (en hongrois : Kövecses) est une commune du district de Rimavská Sobota, dans la région de Banská Bystrica, en Slovaquie.

## Histoire
La première mention écrite du village date de 1323.
La localité fut annexée par la Hongrie après le premier arbitrage de Vienne le 2 novembre 1938. En 1938, on comptait 313 habitants dont 3 d'origine juive. Elle faisait partie du district de Tornaľa (hongrois : Tornaljai járás). Le nom de la localité avant la Seconde Guerre mondiale était Štrkovec/Kövecses. Durant la période 1938 - 1945, le nom hongrois Kövecses était d'usage. À la libération, la commune a été réintégrée dans la Tchécoslovaquie reconstituée.

## Démographie

### Évolution de la population
| Année:               | 1994. | 2004.   | 2014.   | 2024.   |
| -------------------- | ----- | ------- | ------- | ------- |
| Nombre de personnes: | 356   | 352     | 382     | 368     |
| Différence:          |       | -1,12 % | +8,52 % | -3,66 % |

| Année:               | 2023. | 2024.   |
| -------------------- | ----- | ------- |
| Nombre de personnes: | 377   | 368     |
| Différence:          |       | -2,38 % |